# Fontanes-du-Causse
Fontanes-du-Causse ist eine ehemalige französische Gemeinde mit 62 Einwohnern (Stand: 1. Januar 2022) im Département Lot in der Region Okzitanien. Sie gehörte zum Arrondissement Gourdon und zum Kanton Causse et Vallées. Die Bewohner nennen sich Fontanois oder Fontanoises.
Fontanes-du-Causse wurde mit Wirkung vom 1. Januar 2016 mit den Gemeinden Beaumat, Labastide-Murat, Vaillac und Saint-Sauveur-la-Vallée zur Commune nouvelle Cœur de Causse zusammengeschlossen und übt dort seither die Funktion einer  Commune déléguée aus.

## Lage
Nachbarorte sind Montfaucon im Nordwesten, Le Bastit im Norden, Lunegarde im Nordosten, Durbans im Osten, Quissac-en-Quercy im Südosten, Caniac-du-Causse im Süden und Labastide-Murat im Westen. Im Ort liegen drei Dolmen.

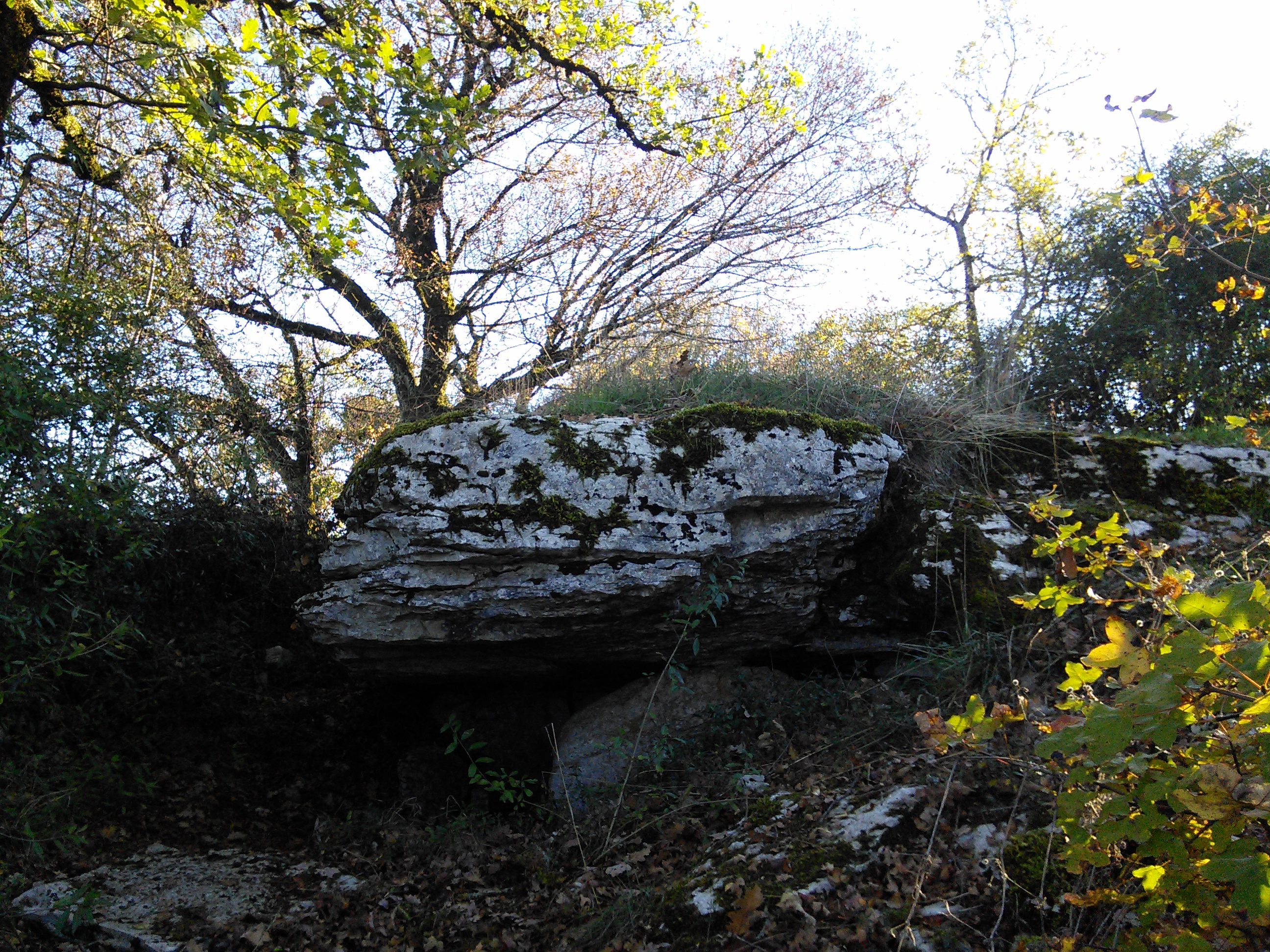
Dolmen le Douyounet
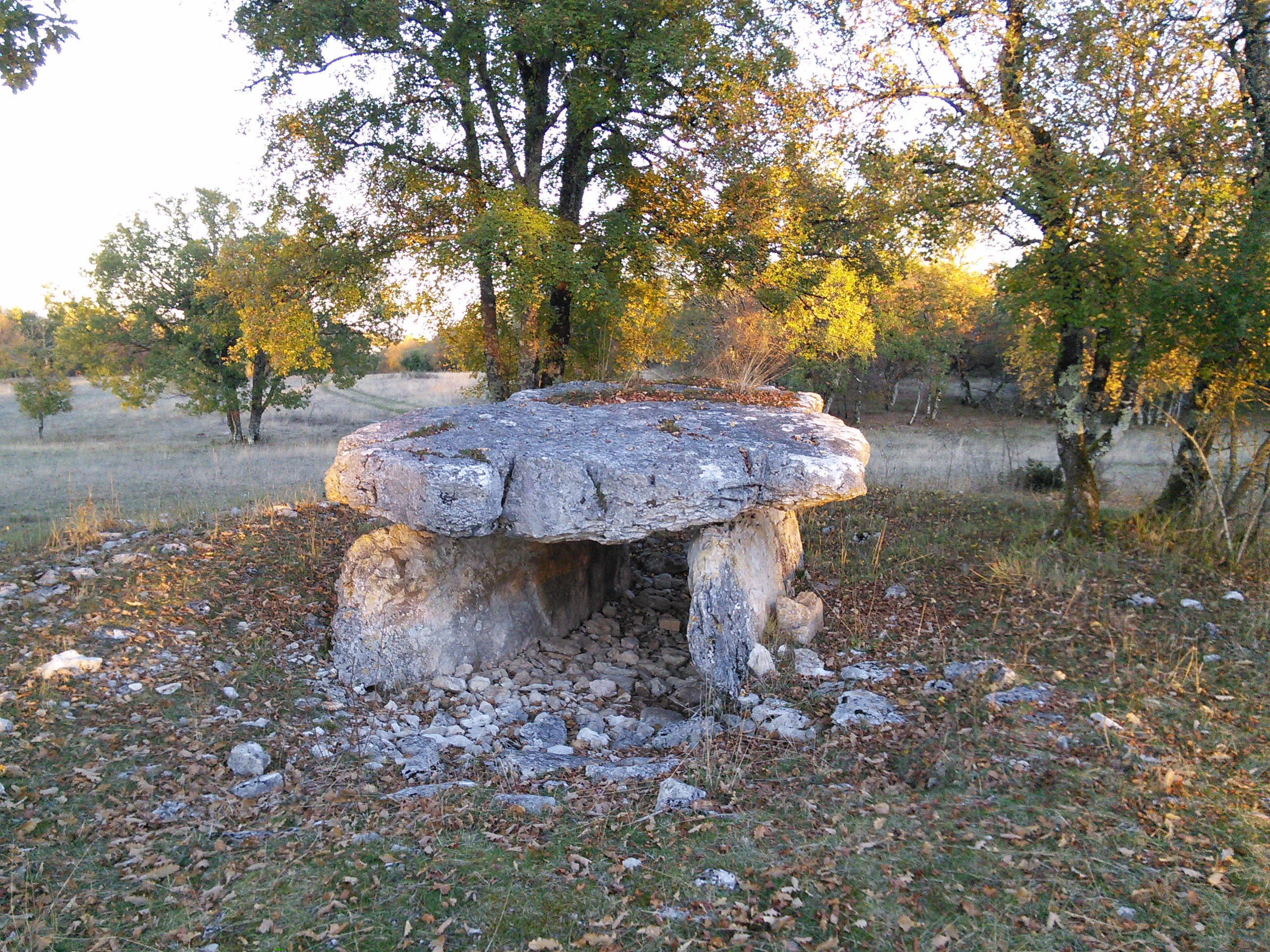
Dolmen de Nougayrac
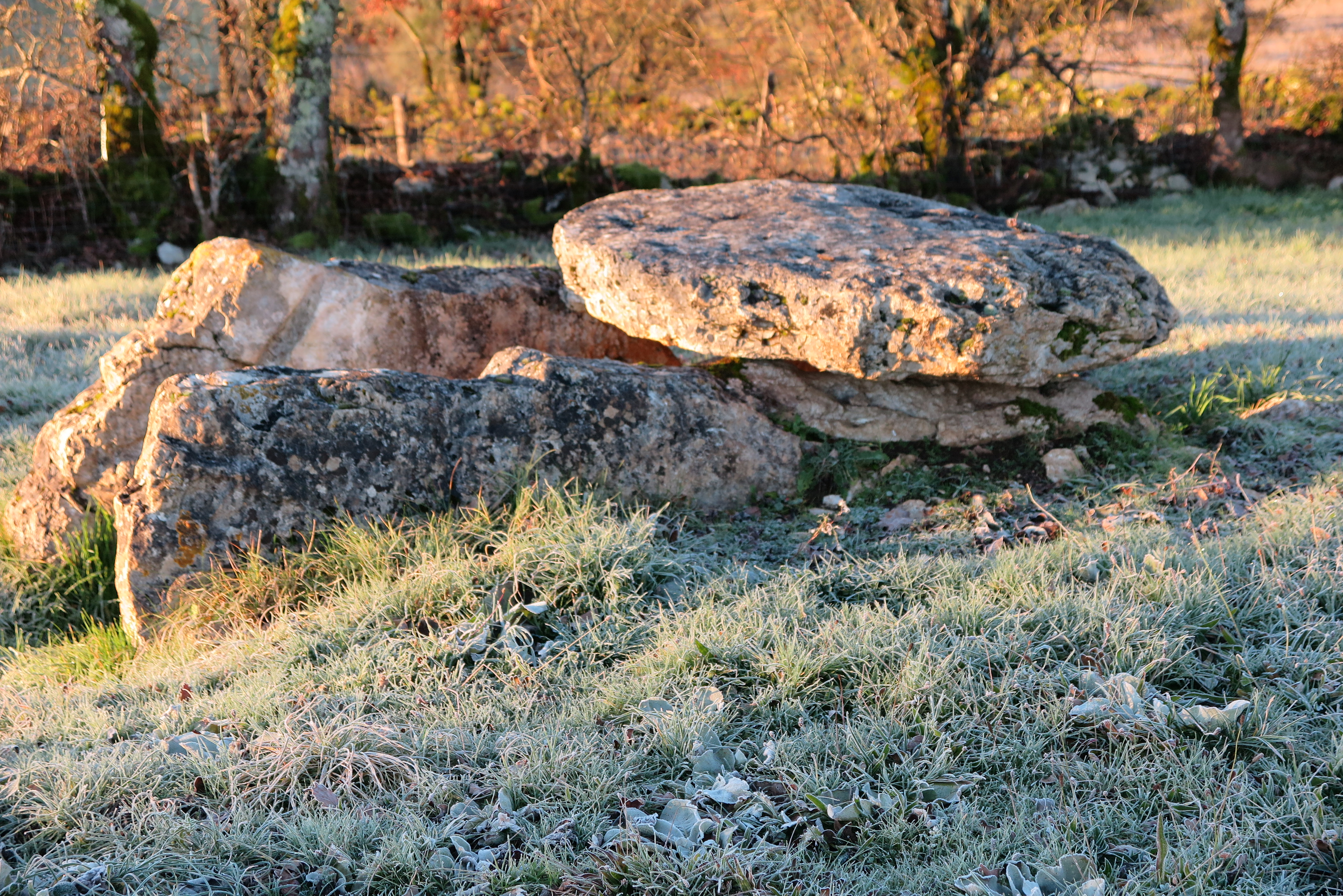
Pierre Basse

## Bevölkerungsentwicklung
| Jahr      | 1962 | 1968 | 1975 | 1982 | 1990 | 1999 | 2006 | 2013 |
| --------- | ---- | ---- | ---- | ---- | ---- | ---- | ---- | ---- |
| Einwohner | 107  | 95   | 86   | 95   | 67   | 72   | 68   | 74   |